# Samuel González
Samuel David González Vera (Valdivia, 1 de octubre de 1987) es un actor de teatro, cine y televisión, docente y director de cine chileno.

## Biografía
Samuel González, nació en Valdivia. Estudió actuación en la escuela de teatro de la Universidad ARCIS en Santiago. En la escuela de teatro se forma con importantes actores y directores de las artes escénicas chilenas como Ramón Griffero y Paulina Urrutia. Posteriormente continua sus estudios en Escuela Internacional de Cine y Televisión de San Antonio de Los Baños, en Cuba.
Como actor de cine, destacan sus interpretaciones de Lucas en Los fuertes de Omar Zúñiga (2019), Rodrigo en Manuel de Ribera (2010) de Christopher Murray, David en Ilusiones Ópticas de Cristián Jiménez (2009) en Largometrajes y "El latido de tu corazón" de Marisol Cumsille (2017), "Mimímesis" de Pamela Arias Gallardo (2016), "San Cristobal" de Omar Zúñiga (2015) en cortometrajes.
En su trayectoria televisiva, destacan la serie El reemplazante de TVN, Mamá Mechona (su debut en teleseries) y Soltera otra vez 3 de Canal 13.
Debuta como director con el cortometraje "Taller" con el que obtiene distintos reconocimientos, entre ellos el premio del público en el Festival de Cine de Valdivia. Actualmente focaliza su trabajo en Cine Escolar', proyecto que explora una metodología de aprendizaje, creación y vinculación entre profesionales del cine y escolares mediante talleres. Como resultado de estos ha dirigido diferentes obras, las cuales han logrado una destacada participación en festivales en los que sobresalen los cortometrajes: "Culiaos", "Ruido" y "El personaje".

## Filmografía como actor

### Cine
| Año    | Título                           | Personaje      | Director                  | Notas        |
| ------ | -------------------------------- | -------------- | ------------------------- | ------------ |
| 2007   | El Asesino entre nosotros        |                | Daniel Benavides          | Largometraje |
| 2008   | Lobos de la feria fluvial        |                | Ilán Stehberg             | Cortometraje |
| 2009\| | La vaca atada                    | Amigo U        | Gianfranco Raglianti      | Cortometraje |
| 2009\| | El cielo, la tierra, y la lluvia |                | José Luis Torres Leiva    | Largometraje |
| 2009\| | Ilusiones Ópticas                | David          | Cristián Jiménez          | Largometraje |
| 2010   | Manuel de Ribera                 | Rodrigo        | Christopher Murray García | Largometraje |
| 2011   | Bonsái                           |                | Cristián Jiménez          | Largometraje |
| 2013   | Videoclub                        | Mauro Marchant | Pablo Illanes             | Largometraje |
| 2014   | San Cristóbal                    | Lucas          | Omar Zúñiga               | Cortometraje |
| 2016   | Mimímesis                        | Ulises         | Pamela Arias Gallardo     | Largometraje |
| 2019   | Los fuertes                      | Lucas          | Omar Zúñiga               | Largometraje |
| 2019   | Si los meses siguen              | Camilo         | Javiera Hernández Köhler  | Largometraje |
| 2020   | Mujeres arriba                   | Manuel         | Andrés Feddersen          | Largometraje |
| 2021   | G.P.S.                           | Jorge          | Dante Arroyo              | Cortometraje |
| 2021   | Todos los años son 1999          |                | Pamela Arias Gallardo     | Cortometraje |
| 2025   | Lo que fue nuestro hogar         | Daniel         | Angelo Lobos              | Cortometraje |

### Teleseries
| Año       | Teleserie          | Personaje       |
| --------- | ------------------ | --------------- |
| 2014      | Mamá Mechona       | Alejandro Reyes |
| 2014-2015 | Chipe libre        |                 |
| 2015-2016 | Papá a la deriva   | Pedro           |
| 2016-2017 | Preciosas          | El Negro        |
| 2018      | Soltera otra vez 3 | Iñaki           |

### Series y unitarios
| Año         | Series                      | Personaje      | Director          |
| ----------- | --------------------------- | -------------- | ----------------- |
| 2006        | Urgencias                   |                | Matías Stagnaro   |
| 2007        | Mi primera vez              |                | Arnaldo Valsechi  |
| 2007 - 2008 | Cárcel de Mujeres           | Freddy Matus   | Nicolás Acuña     |
| 2007        | Héroes                      | Miguel Carrera | Cristián Galaz    |
| 2011        | Vida por vida               | Ricardo Parada | Sebastián Araya   |
| 2011        | Amar y morir en Chile       | Héctor         | Alex Bowen        |
| 2012        | El reemplazante             | Samuel Rincón  | Nicolás Acuña     |
| 2012        | Solita camino               | Max            | Cristián Mamani   |
| 2013        | Lo que callamos las mujeres | Pedro          |                   |
| 2018        | Bichos raros                | Mauro Tampe    | Matías Bertilotti |

## Filmografía como director
| Año  | Título       | Notas        |
| ---- | ------------ | ------------ |
| 2012 | Taller       | Cortometraje |
| 2015 | Culiaos      | Cortometraje |
| 2018 | Ruido        | Cortometraje |
| 2021 | No es ella   | Cortometraje |
| 2023 | El personaje | Cortometraje |